# Polybius (都市傳說)
Polybius是一個在2000年初期開始出現的都市傳說。

## 內容
據稱1981年的美國俄勒冈州波特蘭的遊樂場，出現了一台神秘的遊戲機，其名為Polybius，在一個月後，這台機器突然消失。遊戲畫面非常的怪異，帶著點抽象的風格，還帶著一點拼圖的元素，屬於節奏較快的遊戲；另外，在這台機台上只有一個按鈕和一個操控手把。據稱玩過的人事後都有噁心、暈眩等後遺症。
而在被取得的該機台程式碼中，有一個德語單字Sinneslöschen. 據作家Brian Dunning的解釋，這是一個「不常見的德語單字」 意思是「知覺剝奪」。

## 外部連結
- The game's entry on coinop.org（页面存档备份，存于）
- Killer List of Videogames上的《Polybius》, includes cabinet photograph
- 7 Greatest Video Game Legends
- Polybius Home Page（页面存档备份，存于）
- An article about the game in Atlas Obscura（页面存档备份，存于）
- POLYBIUS - The Video Game That Doesn’t Exist（页面存档备份，存于）